# Naselje Andrije Hebranga
Naselje "Andrije Hebranga" je veliko brodsko naselje. Smješteno je u jugozapadnom dijelu Slavonskog Broda, uz potok Glogovicu i gradsko groblje. Jedno od najmlađih brodskih naselja koje ima i do 7000 stanovnika. Karakterizira ga dobra opremljenost te energetska neovisnost od ostatka grada Slavonskog Broda što je posljedica suvremene i relativno nove gradnje naselja. Započeto je 1980-ih,a zadnji blok je izgrađen 2008.
Naselje se sastoji od pet stambenih blokova te stambeno-poslovnih zgrada s popratnim sadržajem (banka, trgovine, pekarnice, kafići, pošta). Naselje ima svoju vlastitu Župu Blaženoga Alojzija Stepinca. Također, tu su smještene Osnovna škola Dragutin Tadijanović kao i srednja Ekonomsko-birotehnička škola. 